# アルトゥール・カウフマン (法学者)
アルトゥール・カウフマン（Arthur Kaufmann、1923年5月10日 - 2001年4月11日）は、ドイツの刑法学者、法哲学者。ミュンヘン大学名誉教授。
第二次世界大戦からの復員後、グスタフ・ラートブルフと出会い、法学の道へと進んだ。ラートブルフの「最後の弟子」でもある。数多くの学術論文を発表しており、外国語に翻訳されているものも多い。

## 生涯
カウフマンとラートブルフとの出会いは、カウフマン『グスタフ・ラートブルフ―生涯と作品』に詳しい。それによるとカウフマンは、兵役中、「器具的観察を不可能にしたような障害」を負って、物理学の道へと進むことは不可能となっていた。復員後、自分を受け入れてくれる大学を探して、大学町から大学町へとさまよっていた際に、ハイデルベルク大学でラートブルフに出会ったのである。

## 経歴
- 1923年5月10日： 南ドイツのホーエントヴィール（ドイツ語版）のジンゲン（ドイツ語版）に生まれる。父は国民経済学者、政治家のエドムント・カウフマン。ジンゲンの小学校の課程を修了後、マインツのギムナジウムに通った。
- 1941年： 大学入学資格を獲得。フランクフルト・アム・マイン大学に入学登録。まもなく兵役へ。
- 1941年 - 1945年： 兵役。デンマーク上空で撃墜される[3]。
- 1945年 - 1949年： ハイデルベルク大学で法律学を研究。法哲学者グスタフ・ラートブルフと出会う。
- 1948年： 法曹のための第一次国家試験合格。
- 1949年： ラートブルフの下で法学博士が授与される（「刑法の責任論における不法の意識」）。
- 1951年： 法曹のための第二次国家試験合格。
- 1952年 - 1957年： カールスルーエ地方裁判所判事に就任。
- 1957年 - 1960年： ハイデルベルク大学で哲学の研究。
- 1960年： ハイデルベルク大学で刑法、刑事訴訟法及び法哲学のための教授資格取得（教授資格論文「責任原理」）
- 1960年 - 1969年： ザールブリュッケンのザールラント大学正教授。法および社会哲学研究所所長。
- 1969年 - ： カール・エンギッシュの後任としてミュンヘン大学（ルートヴィッヒ・マクシミリアン）正教授になる[4]。法哲学および法情報学研究所所長。
- 1989年 - ： ミュンヘン大学名誉教授（後任は、ローター・フィリップス教授、ベルント・シューネマン教授）

## 著書
- Das Schuldprinzip　(Carl Winter Universität 1st1961, 2nd1976)、甲斐克則訳『責任原理』九州大学出版会、2000年。
- Rechtsphilosophie　(C.H.Beck 1997)、上田健二訳『法哲学　第2版』ミネルヴァ書房、2006年。

など他多数。